# Eragrostis caespitosa
Eragrostis caespitosa är en gräsart som beskrevs av Emilio Chiovenda. Eragrostis caespitosa ingår i släktet kärleksgrässläktet, och familjen gräs. Inga underarter finns listade i Catalogue of Life.